# One Way (album Konopians)
One Way – pierwszy album polskiego zespołu KoNoPiAnS. Wydany został w roku 2006.

## Lista utworów
Źródło:
1. "Pajacyki"
2. "Słodki Sen"
3. "Gold Rock"
4. "Chicken Merry (Symarip)"
5. "Pussy"
6. "Improwizacja"
7. "Polemick"
8. "Pal Lufke Se Za"
9. "Partizana"
10. "Ploteczki"
11. "Tam & Tu"
12. "The Bull (Freddie Notes & the Rudies)"
13. "Sensimilla"